# Muscolo trasverso dell'addome
Il muscolo trasverso dell'addome è uno dei muscoli larghi che contribuiscono a formare la parete addominale anteriore.
È quello posto più internamente. Si origina del terzo laterale del legamento inguinale, dai 2/3 anteriori del labbro interno della cresta iliaca, dalla lamina anteriore o profonda della fascia toracolombare (detta anche lombodorsale) che va dal margine superiore della cresta iliaca alla 12ª costa, e dalla faccia interna delle ultime 6 cartilagini costali dove è in rapporto con il diaframma. Medialmente termina in una aponevrosi che va ad incontrare quella del muscolo controlaterale formando la linea alba; al di sopra della linea arcuata di Douglas l'aponevrosi passa posteriormente ai retti dell'addome mentre al di sotto di questa linea passa anteriormente. Inferiormente i fasci aponevrotici si ripiegano fondendosi con quelli dell'obliquo interno e vanno ad inserirsi sulla cresta del pube e sulla cresta pettinea formando quindi il tendine congiunto o falce inguinale, tetto del canale inguinale. Il muscolo è rivestito superficialmente dalla fascia di rivestimento profonda dell'addome e profondamente dalla fascia trasversale.
È innervato dagli ultimi nervi intercostali ed in basso riceve fibre dal nervo ileo-inguinale dal nervo ileo-ipogastrico.

## Azione
La sua contrazione ha effetto sulla parete addominale e sulla gabbia toracica, contribuendo alla dinamica respiratoria. È infatti un muscolo espiratore, abbassando le coste. Ha un debole ruolo sinergico con gli altri muscoli addominali antero-laterali agendo nella rotazione e flessione del busto.
Gli ultimi studi sottolineano l'importanza del corretto tempismo di contrazione del muscolo nella stabilizzazione della colonna lombare e nella prevenzione di lombalgia.